# Schlacht von Hsimucheng
Port Arthur (Seeschlacht) – Tschemulpo – Yalu – Nanshan – Te-li-ssu – Hitachi-Maru-Vorfall – Motien-Pass – Tashihchiao – Hsimucheng – Port Arthur (Belagerung) – Gelbes Meer – Ulsan – Korsakow – Liaoyang – Shaho – Sandepu – Mukden – Tsushima – Sachalin
Die Schlacht von Hsimucheng (chinesisch 析木城, Pinyin Xīmùchéng; auch Schlacht von Hse-mu-cheng genannt) wurde am 18. Julijul. / 31. Juli 1904greg. zwischen dem Kaiserlich Japanischen Heer und der Kaiserlich Russischen Armee in der Nähe des damaligen mandschurischen Dorfes Ximucheng ausgetragen. Das ehemalige Dorf ist heute die Einwohnergemeinschaft Ximu (析木社区), Regierungssitz der Großgemeinde Ximu (析木镇) in der kreisfreien Stadt Haicheng, die zum Verwaltungsgebiet der bezirksfreien Stadt Anshan in der chinesischen Provinz Liaoning gehört. Sie war eine kleinere Landschlacht, die im Russisch-Japanischen Krieg stattfand.

## Aufstellung und Vorbereitung
Auf japanischer Seite waren die 5. und 10. Division der japanischen 4. Armee unter Generalleutnant Nozu Michitsura und einige Einheiten der 2. Armee beteiligt. Auf russischer Seite war das russische 2. Sibirische Armeekorps unter dem Befehl von Generalleutnant Michail Sassulitsch beteiligt, zu dem auch einige Kavallerieeinheiten unter dem Kommando von General Pawel Mischtschenko gehörten.
Nach der Niederlage bei der Schlacht von Tashihchiao hatte sich das 2. Sibirische Armeekorps auf das Dorf Ximucheng zurückgezogen. General Sassulitsch hatte mit seinen 36 Bataillonen und 86 Geschützen dort Stellung bezogen, war aber durch bergiges Gelände bedingt in einer exponierten Stellung.

## Schlacht
Am 31. Juli 1904 um 2 Uhr morgens griff die japanische 10. Division mit einer Reservebrigade in einem Frontalangriff die russischen Stellungen an. Währenddessen bewegte sich die japanische 5. Division auf dem linken Flügel vor, um den Russen den Rückzug abzuschneiden. Die russischen Soldaten wehrten sich den ganzen Tag über hartnäckig gegen die japanischen Angriffe, doch drohte auf dem russischen rechten Flügel eine Umklammerung durch die japanische 5. Division, die inzwischen mit Einheiten der 3. Division der 2. Armee verstärkt worden war. Um 23 Uhr erhielt General Sassulitsch von seinem Oberbefehlshaber General Kuropatkin den Befehl, sich auf Haicheng zurückzuziehen.

## Verluste und Folgen
Die Russen hatten 1.217 Mann Verluste zu beklagen, während die Japaner 836 Mann verloren.
Die Japaner verfolgten die Russen, sodass es einige Wochen später zu der Schlacht von Liaoyang kam.